# دانبو (جبنة)
دانبو، جبن من حليب البقر شبه طري يُصنع في الدنمارك. تم منحها «شهادة حماية المنشأ (PDO)» بموجب قانون الاتحاد الأوروبي في عام 2017.
يتراوح عمر تعتيق هذه الجبنة عادة بين 12 و 52 أسبوعًا، حيث تُشكّل بشكل كتل مستطيلة وزنها من 6 أو 9 كيلوغرام (13 أو  20 رطل) ، تكون مغلّفة بزرع بكتيري. يتم غسل الزرع البكتيري في نهاية دورة التعتيق، وتُغلّف الجبنة لتجهيزها للبيع تجزئةً.

## التاريخ
في العقود الأولى من القرن العشرين، اكتشف المهاجرون الدنماركيون، الذين نشأوا في الجزء الجنوبي من ولاية ميناس جيرايس في البرازيل، نوعًا جديدًا من الجبن، بعد أن صنعوا جبن دانبو التقليدي بالحليب البرازيلي. هذا الجبن يسمى كويجو براتو.

## روابط خارجية
- Cheese.com
- التاريخ نسخة محفوظة 28 أكتوبر 2017 على موقع واي باك مشين.